# Aspidogryllus singularis
Aspidogryllus singularis är en insektsart som beskrevs av Lucien Chopard 1933. Aspidogryllus singularis ingår i släktet Aspidogryllus och familjen syrsor. Inga underarter finns listade i Catalogue of Life.